# Bernard Cracroft Aston
Bernard Cracroft Aston, född 9 augusti 1871 i Beckenham, Kent i England, död 31 maj 1951 i Wellington, Nya Zeeland, var en brittisk kemist och botanist. 
Han arbetade större delen av sitt liv i Nya Zeeland och har fått ett område i Tararua uppkallat efter sig, Aston. Aston mottog 1925 Hector Memorial Medal and Prize för sitt arbete i Nya Zeeland. Han var medlem i New Zealand Institute and the Royal Society of New Zealand i 55 år.